# Margareta Söderbaum
Kerstin Margareta Söderbaum, född 20 juni 1935 i Porjus, död 27 mars 2021 i Göteborg, var en svensk utbildningschef.
Söderbaum, som var dotter till kraftverksdirektör Carl-Emil Söderbaum och Marianne Lundgren, avlade studentexamen 1955, genomgick sekreterarkurs vid Bar-Lock-institutet 1956, blev civilekonom vid Handelshögskolan i Göteborg 1967 och studerade vid Göteborgs Managementinstitut (GMI) 1986. Hon var anställd vid Marknadsplanering AB (senare Burke Marketing) 1967–1973, AB CTC 1974–1979 samt utbildningschef och pionjär på att erbjuda speciell utbildning för kvinnor i arbetslivet vid Västsvenska handelskammaren från 1980.
Söderbaum var aktiv inom kvinnorättsfrågor och initiativtagare till Starta eget-kampanjer för kvinnor samt en av grundarna och ordförande för den första Kvinnor kan-mässan 1984. Hon har varit vice ordförande i jämställdhetsrådet för Folkpartiet i Göteborgs kommun samt ledamot av Trygg-Hansas regionråd och fullmäktige.